# Azerbajdzjan i olympiska vinterspelen 2006
Azerbajdzjan deltog vid de olympiska vinterspelen 2006 i Turin, Italien. Azerbajdzjans trupp bestod av två idrottare varav en var man och en var kvinna. Azerbajdzjan deltog endast i konståkning.

## Resultat

### Konståkning
- Isdans
  - Kristin Fraser & Igor Lukanin - 19